# FK BATE Borisov
Pour les articles homonymes, voir Bate.
Maillots
Actualités
Le Futbolny Klub BATE Borisov, plus couramment abrégé en BATE Borisov (en russe : БАТЭ Борисов) ou BATE Baryssaw (en biélorusse : БАТЭ Барысаў), est un club biélorusse de football fondé en 1973 et basé dans la ville de Baryssaw. Ses couleurs principales sont le jaune et le bleu.
L'équipe est fondée dans les usines d'équipements électroniques pour auto-tracteurs de Borisov (en biélorusse : Барысаўскага завода аўтатрактарнага электраабсталявання, donnant l'acronyme BATE (БАТЭ)) et évolue dans un premier temps dans le championnat de la RSS de Biélorussie, compétition qu'elle remporte à trois reprises en 1974, 1976 et 1979 avant de disparaître en 1981. Le club est refondé sous sa forme actuelle au mois d'avril 1996. Démarrant alors en troisième division biélorusse, il grimpe rapidement les échelons et atteint la première division dès 1998. Il remporte son premier titre de champion dès l'année suivante. Il s'impose par la suite comme l'équipe phare du football biélorusse à partir de 2006, année où il réalise le doublé Coupe-Championnat mais entame également une longue période de domination sur le plan national en remportant le titre de champion treize fois de suite jusqu'en 2018.
En raison de ses succès domestiques, le BATE devient un représentant régulier de la Biélorussie dans les compétitions de l'UEFA, où il se fait notamment remarquer en 2008 en se qualifiant pour la phase de groupes de la Ligue des champions, une performance qu'il a depuis répétée à quatre reprises. Il atteint également la phase finale de la Ligue Europa en 2011, 2013 et 2019.
À ses débuts, le club évolue au stade Gorodskoï, d'une capacité de 5 402 places avant d'emménager en 2014 dans la nouvelle Borisov Arena, qui peut quant à elle accueillir 13 126 personnes.

## Histoire

### Fondations et premiers succès (1973-2005)
Le club est fondé dans un premier temps en 1973 et évolue alors au sein du championnat de la RSS de Biélorussie, qu'il remporte à trois reprises en 1974, 1976 et 1979. Il est cependant dissous à l'issue de la saison 1981, malgré une brève tentative de relance en 1984 qui reste sans suite.
Avec la fondation du championnat biélorusse indépendant après la disparition de l'URSS en 1991, la ville de Borisov est alors représentée par l'équipe du Berezina qui se renomme rapidement Folmalgaout en 1994. Celle-ci connaît cependant de grandes difficultés financières et est dissoute en 1996. Pour pallier cette disparition, le club du BATE est relancé à nouveau la même année à l'initiative de Nikolaï Boussel, directeur de l'usine éponyme. Cette nouvelle itération est formellement fondée le 12 avril 1996, avec Anatoli Kaspi en tant que président et Iouri Pountous comme entraîneur principal, et intègre dans la foulée la troisième division biélorusse, où elle termine largement première avec une seule défaite en vingt-huit matchs. avant d'enchaîner une deuxième promotion d'affilée l'année suivante en terminant vice-champion de la deuxième division derrière le FK Homiel.
Découvrant ainsi la première division biélorusse lors de la saison 1998, le club se fait immédiatement remarquer en terminant deuxième du classement derrière le Dniepr-Transmach Mahiliow, se qualifiant ainsi pour la Coupe UEFA à l'été 1999, où il est cependant éliminé d'entrée par l'équipe russe du Lokomotiv Moscou. En parallèle, le BATE domine le championnat lors de l'exercice 1999 et remporte son premier titre de champion trois et demi seulement après sa fondation, terminant avec douze points d'avance sur le Slavia Mazyr et n'ayant connu la défaite qu'à une seule reprise.
Après ce succès, le club se maintient durant le début des années 2000 comme un acteur régulier du haut de tableau, terminant constamment sur le podium et obtenant son deuxième titre de champion lors de la saison 2002, qui le voit également atteindre sa première finale de coupe de Biélorussie, finalement perdue contre Homiel. Après un peu moins de huit années et demi de service, Iouri Pountous quitte son poste à la fin de l'année 2004 et est remplacé par Igor Kriouchenko, qui amène le BATE à une deuxième finale de coupe en 2005, cette fois perdu contre le MTZ-RIPA Minsk, en parallèle les prestations en championnat sont plus décevantes avec une cinquième position, constituant le pire classement du club depuis sa montée dans l'élite.

### Domination nationale et performances européennes (2006-2018)

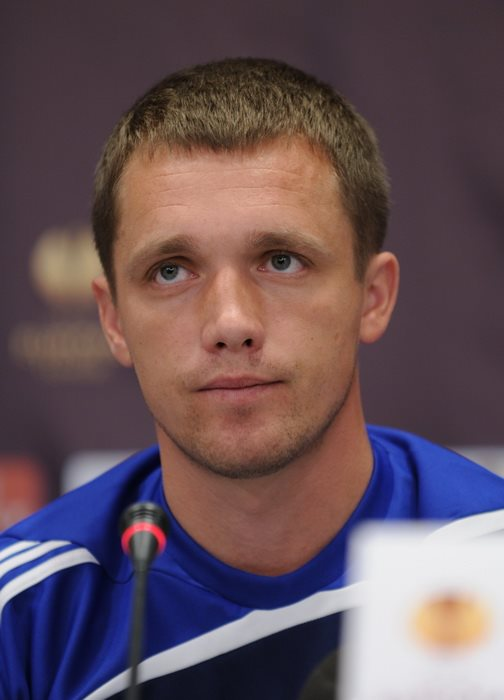
Viktor Goncharenko amène le BATE à sa première phase de groupes de Ligue des champions en 2008.

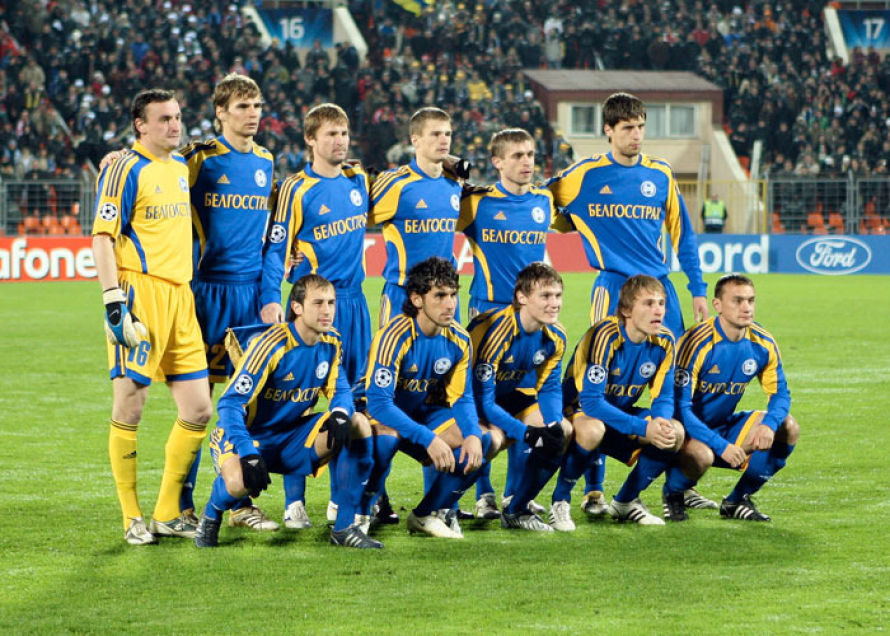
Photo d'équipe du BATE Borisov en Ligue des champions en novembre 2008.

Pour le dixième anniversaire de sa refondation en 2006, le BATE parvient à réaliser le doublé Coupe-Championnat, remportant à cette occasion sa première coupe nationale contre le Chakhtior Salihorsk après sa troisième tentative. De nouveau vainqueur du championnat l'année suivante, Kriouchenko laisse finalement sa place à Viktor Goncharenko au mois de novembre 2007. Présent pour les saisons 2008 à 2013, celui-ci poursuit durant son passage la domination du club sur le plan national, avec six championnats remportés en autant de tentatives, tandis qu'il remporte la coupe en 2010. Son passage est cependant plus particulièrement marqué par ses performances dans les compétitions européennes, Goncharenko parvenant notamment à mener le BATE à la phase de groupes de la Ligue des champions lors de la saison 2008-2009, une première pour une équipe biélorusse. Il réitère ensuite cette performance en 2011 et 2013. Il atteint également la phase de groupes de la Ligue Europa en 2009 et en 2010, et se qualifie même pour la phase finale de la compétition lors de cette dernière année, étant finalement éliminé en seizièmes de finale par le Paris Saint-Germain. Il atteint à nouveau ce stade de la compétition en 2013, étant cette fois vaincu par l'équipe turque de Fenerbahçe.
Après le départ de Goncharenko en fin d'année 2013, l'équipe première est reprise par Aleksandr Yermakovich, qui remporte les quatre championnat auxquels il participe entre 2014 et 2017 et remporte la coupe de Biélorussie en 2015. Il accède également deux fois de suite à la phase de groupes de la Ligue des champions en 2014 et 2015 ainsi qu'une fois à celle de la Ligue Europe en 2017 avant de s'en aller en décembre 2017 pour rejoindre l'encadrement technique de Viktor Goncharenko au CSKA Moscou. Remplacé par Oleg Dulub pour la saison 2018, de mauvaises performances amènent à son renvoi dès le mois de juin de la même année et à son remplacement par Alekseï Baga. Celui-ci parvient à rétablir la situation et remporte le championnat en fin d'année, marquant le treizième titre consécutif du club depuis 2006. En parallèle, il accède à la phase de groupes de la Ligue Europa où il termine deuxième du groupe L et accède à la phase finale face à Arsenal, remportant notamment le match aller à domicile sur le score d'un but à zéro avant d'être finalement éliminé à l'issue du match retour après une défaite 3-0.

### Fin de l'âge d'or (depuis 2019)
La saison 2019 voit le BATE échouer à remporter le titre de champion pour la première fois en quatorze ans, finissant cette année-là deuxième derrière le Dinamo Brest. En fin de contrat, Alekseï Baga quitte dans la foulée son poste d'entraîneur en fin d'année et est remplacé par Kirill Alchevski.
À l'aube de la saison 2020, le club annonce l'adoption d'un nouveau logo. Par la suite, le BATE connaît en championnat des résultats plutôt inconstants, bien qu'occupant la première place pendant une grande partie de l'exercice, tandis que son passage en Ligue Europa s'achève sur une élimination d'entrée face au CSKA Sofia dès le deuxième tour de qualification. Cette dernière défaite amène notamment au départ d'Alchevski durant le mois de septembre et son remplacement par Aleksandr Lisovski (en) pour la fin d'année. Sous ses ordres, l'équipe est mise sous pression en championnat par la concurrence du Chakhtior Salihorsk et parvient initialement à rester en tête, mais finit par céder lors de l'ultime journée en étant tenu en échec sur la pelouse du Dinamo Minsk tandis que le Chakhtior s'impose sur le fil face au FK Minsk pour s'adjuger le titre de champion.
L'équipe est reprise en début d'année 2021 par Vitali Joukovski, entraîneur de l'Isloch Minsk Raion. La saison 2021 qui s'ensuit voit cependant BATE être cependant rapidement être nettement distancé en championnat par le Chakhtior Salihorsk, qui s'adjuge un deuxième titre consécutif avec quatre matchs restants. Les performances au niveau européen sont elles aussi décevantes, le club étant éliminé d'entrée en Ligue Europa Conférence par le club géorgien du Dinamo Batoumi, avec notamment une large défaite 4-1 lors du match retour à domicile. À l'issue de l'exercice, Joukovski quitte ses fonctions pour être remplacé en janvier 2022 par Aleksandr Mikhaïlov, entraîneur de l'équipe réserve.

## Bilan sportif

### Palmarès
| Compétitions nationales | Compétitions soviétiques                                                       |
| --- | ------------------------------------------------------------------------------ |
| - Championnat de Biélorussie (15) : - Champion : 1999, 2002, 2006, 2007, 2008, 2009, 2010, 2011, 2012, 2013, 2014, 2015, 2016, 2017 et 2018. - Vice-champion : 1998, 2000, 2003, 2004, 2019, 2020 et 2021. - Coupe de Biélorussie (5) : - Vainqueur : 2006, 2010, 2015, 2020 et 2021. - Finaliste : 2002, 2005, 2007, 2016, 2018, 2022 et 2023. - Supercoupe de Biélorussie (8) : - Vainqueur : 2010, 2011, 2013, 2014, 2015, 2016, 2017 et 2022. - Finaliste : 2012, 2018, 2019 et 2021. | - Championnat de la RSS de Biélorussie (3) : - Vainqueur : 1974, 1976 et 1979. |

### Classements en championnat
La frise ci-dessous résume les classements successifs du club en championnat depuis 1996.

### Bilan par saison
Légende
- Vainqueur de la compétition
- Vice-champion ou finaliste de la compétition
- Troisième de la compétition
- Promu en division supérieure

| Saison | Championnat | Championnat | Championnat | Championnat | Championnat | Championnat | Championnat | Championnat | Championnat | Championnat | Coupe               | Supercoupe | Coupe d'Europe | Coupe d'Europe      |
| Saison | Division    | Pos         | Pts         | J           | V           | N           | D           | BP          | BC          | Diff        | Coupe               | Supercoupe | C              | Résultat            |
| ------ | ----------- | ----------- | ----------- | ----------- | ----------- | ----------- | ----------- | ----------- | ----------- | ----------- | ------------------- | ---------- | -------------- | ------------------- |
| 1996   | 3e          | 1er         | 77          | 28          | 25          | 2           | 1           | 79          | 10          | +69         | —                   | —          | —              | —                   |
| 1997   | 2e          | 2e          | 78          | 30          | 25          | 3           | 2           | 92          | 15          | +77         | Seizièmes de finale | —          | —              | —                   |
| 1998   | 1re         | 2e          | 58          | 28          | 18          | 4           | 6           | 50          | 25          | +25         | Quarts de finale    | —          | —              | —                   |
| 1999   | 1re         | 1er         | 77          | 30          | 24          | 5           | 1           | 80          | 22          | +58         | Demi-finales        | —          | —              | —                   |
| 2000   | 1re         | 2e          | 64          | 30          | 20          | 4           | 6           | 68          | 26          | +42         | Huitièmes de finale | —          | C3             | Tour préliminaire   |
| 2001   | 1re         | 3e          | 51          | 26          | 16          | 3           | 7           | 54          | 31          | +23         | Quarts de finale    | —          | C1             | Deuxième tour Q     |
| 2002   | 1re         | 1er         | 59          | 27          | 19          | 2           | 6           | 52          | 20          | +32         | Finale              | —          | C3             | Tour préliminaire   |
| 2002   | 1re         | 1er         | 59          | 27          | 19          | 2           | 6           | 52          | 20          | +32         | Finale              | —          | CI             | Troisième tour      |
| 2003   | 1re         | 2e          | 66          | 30          | 20          | 6           | 4           | 70          | 21          | +49         | Quarts de finale    | —          | —              | —                   |
| 2004   | 1re         | 2e          | 70          | 30          | 22          | 4           | 4           | 59          | 25          | +34         | Demi-finales        | —          | C1             | Premier tour Q      |
| 2005   | 1re         | 5e          | 47          | 26          | 12          | 11          | 3           | 42          | 27          | +15         | Finale              | —          | C3             | Premier tour Q      |
| 2006   | 1re         | 1er         | 54          | 26          | 16          | 6           | 4           | 47          | 27          | +20         | Vainqueur           | —          | C3             | Deuxième tour Q     |
| 2007   | 1re         | 1er         | 56          | 26          | 18          | 2           | 6           | 50          | 25          | +25         | Finale              | —          | C3             | Deuxième tour Q     |
| 2008   | 1re         | 1er         | 67          | 30          | 19          | 10          | 1           | 54          | 20          | +34         | Demi-finales        | —          | C1             | Troisième tour Q    |
| 2008   | 1re         | 1er         | 67          | 30          | 19          | 10          | 1           | 54          | 20          | +34         | Demi-finales        | —          | C3             | Premier tour        |
| 2009   | 1re         | 1er         | 62          | 26          | 19          | 5           | 2           | 55          | 16          | +39         | Demi-finales        | —          | C1             | Phase de groupes    |
| 2010   | 1re         | 1er         | 72          | 33          | 21          | 9           | 3           | 64          | 18          | +46         | Vainqueur           | Vainqueur  | C1             | Troisième tour Q    |
| 2010   | 1re         | 1er         | 72          | 33          | 21          | 9           | 3           | 64          | 18          | +46         | Vainqueur           | Vainqueur  | C3             | Phase de groupes    |
| 2011   | 1re         | 1er         | 66          | 33          | 18          | 12          | 3           | 53          | 20          | +33         | Huitièmes de finale | Vainqueur  | C1             | Troisième tour Q    |
| 2011   | 1re         | 1er         | 66          | 33          | 18          | 12          | 3           | 53          | 20          | +33         | Huitièmes de finale | Vainqueur  | C3             | Seizièmes de finale |
| 2012   | 1re         | 1er         | 68          | 30          | 21          | 5           | 4           | 51          | 16          | +35         | Huitièmes de finale | Finale     | C1             | Phase de groupes    |
| 2013   | 1re         | 1er         | 67          | 32          | 21          | 4           | 7           | 61          | 25          | +36         | Huitièmes de finale | Vainqueur  | C1             | Phase de groupes    |
| 2013   | 1re         | 1er         | 67          | 32          | 21          | 4           | 7           | 61          | 25          | +36         | Huitièmes de finale | Vainqueur  | C3             | Seizièmes de finale |
| 2014   | 1re         | 1er         | 71          | 32          | 20          | 11          | 1           | 68          | 21          | +47         | Quarts de finale    | Vainqueur  | C1             | Deuxième tour Q     |
| 2015   | 1re         | 1er         | 65          | 26          | 20          | 5           | 1           | 44          | 11          | +33         | Vainqueur           | Vainqueur  | C1             | Phase de groupes    |
| 2016   | 1re         | 1er         | 70          | 30          | 22          | 4           | 4           | 73          | 25          | +48         | Finale              | Vainqueur  | C1             | Phase de groupes    |
| 2017   | 1re         | 1er         | 68          | 30          | 21          | 5           | 4           | 61          | 19          | +42         | Demi-finales        | Vainqueur  | C1             | Troisième tour Q    |
| 2017   | 1re         | 1er         | 68          | 30          | 21          | 5           | 4           | 61          | 19          | +42         | Demi-finales        | Vainqueur  | C3             | Barrages Q          |
| 2018   | 1re         | 1er         | 73          | 30          | 23          | 4           | 3           | 55          | 24          | +31         | Finale              | Finale     | C1             | Troisième tour Q    |
| 2018   | 1re         | 1er         | 73          | 30          | 23          | 4           | 3           | 55          | 24          | +31         | Finale              | Finale     | C3             | Phase de groupes    |
| 2019   | 1re         | 2e          | 70          | 30          | 22          | 4           | 4           | 61          | 21          | +40         | Quarts de finale    | Finale     | C1             | Barrages Q          |
| 2019   | 1re         | 2e          | 70          | 30          | 22          | 4           | 4           | 61          | 21          | +40         | Quarts de finale    | Finale     | C3             | Seizièmes de finale |
| 2020   | 1re         | 2e          | 58          | 30          | 17          | 7           | 6           | 65          | 32          | +33         | Vainqueur           | —          | C1             | Deuxième tour Q     |
| 2020   | 1re         | 2e          | 58          | 30          | 17          | 7           | 6           | 65          | 32          | +33         | Vainqueur           | —          | C3             | Barrages Q          |
| 2021   | 1re         | 2e          | 65          | 30          | 19          | 8           | 3           | 61          | 27          | +34         | Vainqueur           | Finale     | C4             | Deuxième tour Q     |
| 2022   | 1re         | 3e          | 59          | 30          | 16          | 11          | 3           | 51          | 21          | +30         | Finale              | Vainqueur  | C4             | Deuxième tour Q     |
| 2023   | 1re         | 5e          | 47          | 28          | 14          | 5           | 9           | 49          | 32          | +17         | Finale              | —          | —              | —                   |
| 2024   | 1re         | 8e          | 40          | 30          | 11          | 7           | 12          | 38          | 38          | 0           | Quarts de finale    | —          | C1             | Deuxième tour Q     |
| 2024   | 1re         | 8e          | 40          | 30          | 11          | 7           | 12          | 38          | 38          | 0           | Quarts de finale    | —          | C3             | Troisième tour Q    |
| 2024   | 1re         | 8e          | 40          | 30          | 11          | 7           | 12          | 38          | 38          | 0           | Quarts de finale    | —          | C4             | Barrages Q          |

### Bilan européen
| Compétition              | P  | M   | V  | N  | D  | BP  | BC  | Diff. |
| ------------------------ | -- | --- | -- | -- | -- | --- | --- | ----- |
| Ligue des champions (C1) | 16 | 104 | 37 | 31 | 36 | 119 | 150 | -31   |
| Ligue Europa (C3)        | 15 | 63  | 21 | 11 | 31 | 75  | 111 | -36   |
| Ligue Conférence (C4)    | 3  | 6   | 2  | 0  | 4  | 4   | 13  | -9    |
| Coupe Intertoto          | 1  | 6   | 4  | 1  | 1  | 8   | 2   | +6    |
| Total                    | 35 | 179 | 64 | 43 | 72 | 206 | 276 | -70   |

## Personnalités du club

### Entraîneurs
Mis à jour le 7 janvier 2021.
| Entraîneur                 | Début             | Fin               | MJ  | V   | N  | D  | V %  |
| -------------------------- | ----------------- | ----------------- | --- | --- | -- | -- | ---- |
| Lev Mazourkevitch          | 1973              | 1981              | -   | -   | -  | -  | -    |
| Iouri Pountous (en)        | 1er mars 1996     | 30 novembre 2004  | 308 | 213 | 39 | 56 | 69,1 |
| Igor Kriouchenko           | 1er janvier 2005  | 12 novembre 2007  | 109 | 62  | 24 | 23 | 56,8 |
| Viktor Goncharenko         | 13 novembre 2007  | 12 octobre 2013   | 285 | 169 | 65 | 51 | 59,2 |
| Aleksandr Yermakovich (en) | 12 octobre 2013   | 31 décembre 2017  | 193 | 120 | 42 | 31 | 62,2 |
| Oleg Dulub (en)            | 5 janvier 2018    | 3 juin 2018       | 16  | 11  | 2  | 3  | 68,8 |
| Alekseï Baga (en)          | 4 juin 2018       | 19 décembre 2019  | 78  | 50  | 12 | 16 | 64,1 |
| Kirill Alchevski           | 31 décembre 2019  | 22 septembre 2020 | 31  | 20  | 4  | 7  | 64,5 |
| Aleksandr Lisovski (en)    | 23 septembre 2020 | 30 décembre 2020  | 7   | 3   | 3  | 1  | 42,9 |
| Vitali Joukovski (en)      | 31 décembre 2020  | 30 décembre 2021  | 40  | 26  | 9  | 5  | 65,0 |
| Aleksandr Mikhaïlov        | 10 janvier 2022   | 17 août 2022      | 0   | 0   | 0  | 0  | 0,0  |
| Serguei Zenevitch          | 17 août 2022      | en cours          | 0   | 0   | 0  | 0  | 0,0  |

### Effectif actuel
1. ↑  Seule la nationalité sportive est indiquée. Un joueur peut avoir plusieurs nationalités mais n'a le droit de jouer que pour une seule sélection nationale.
2. ↑  Seule la sélection la plus importante est indiquée.

### Joueurs emblématiques

#### Distinctions individuelles

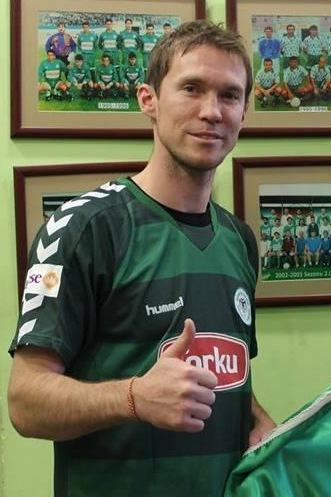
Célèbre figure du football biélorusse, Aliaksandr Hleb commence sa carrière au BATE avant de passer notamment au VfB Stuttgart et à Arsenal.

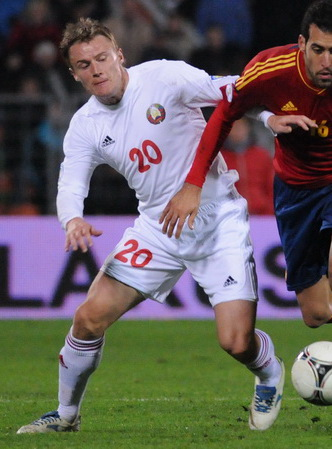
Meilleur buteur de l'histoire du club, Vitali Rodionov évolue au BATE entre 2006 et 2017.

La liste suivante présente les joueurs faisant partie du panthéon du club ainsi que ceux y ayant obtenu des distinctions individuelles notables.
| Nom                         | Période au club                         | Performances |
| --------------------------- | --------------------------------------- | --- |
| Mikalay Ryndzyuk            | 1996-1997 1999 2004                     | Panthéon du club. |
| Aleksandr Fedorovitch (en)  | 1996-2004 2005-2007                     | Panthéon du club. |
| Vadim Skripchenko           | 1998-1999 2000 2002 2004-2005           | Panthéon du club. |
| Alekseï Baga (en)           | 1998-2000 2001-2006                     | Panthéon du club. |
| Vitali Kutuzov              | 1998-2001                               | Panthéon du club. |
| Viktor Goncharenko          | 1998-2002                               | Panthéon du club. |
| Aleksandr Lisovski (ru)     | 1998-2002                               | Panthéon du club. |
| Aleksandr Iermakovitch (en) | 1998-2008                               | Panthéon du club. |
| Aliaksandr Hleb             | 1999-2000 2012-2014 2015-2016 2018-2019 | Panthéon du club. |
| Yuri Zhevnov                | 2000-2004                               | Panthéon du club. |
| Artiom Kontsevoï (en)       | 2001-2002 2010-2013                     | Panthéon du club. |
| Dzmitry Likhtarovich        | 2002-2015                               | Panthéon du club. Joueur le plus capé de l'histoire du club avec 429 matchs joués.                                                               |
| Igor Stasevich              | 2004-2010 2015-                         | Panthéon du club. Footballeur biélorusse de l'année en 2015, 2018 et 2019.                                                                       |
| Guennadi Blizniouk          | 2005-2008                               | Panthéon du club. Meilleur buteur du championnat biélorusse en 2008.                                                                             |
| Sergueï Krivets             | 2006-2009 2013-2014                     | Panthéon du club. Footballeur biélorusse de l'année en 2014.                                                                                     |
| Vitali Rodionov             | 2006-2017                               | Panthéon du club. Meilleur buteur de l'histoire du club avec 161 buts inscrits. Meilleur buteur du championnat biélorusse en 2008, 2013 et 2016. |
| Maksim Skavych              | 2007-2013 2018-                         | Meilleur buteur du championnat biélorusse en 2020.                                                                                               |
| Sergueï Veramko             | 2008-2010 2016-2017                     | Panthéon du club. |
| Aleksandr Gutor             | 2008-2012                               | Footballeur biélorusse de l'année en 2011. |
| Renan Bressan               | 2010-2012                               | Footballeur biélorusse de l'année en 2012. Meilleur buteur du championnat biélorusse en 2010 et 2011.                                            |
| Mikhaïl Gordeïchuk          | 2011-2012 2014-2018                     | Footballeur biélorusse de l'année en 2017. Meilleur buteur du championnat biélorusse en 2016 et 2017.                                            |

#### Autres joueurs notables
- Ilya Aleksievich (2013-2015)
- Dmitri Baga (2008-2015, 2017-2020)
- Aleksandr Baranov (en) (1996-1999)
- Ievgueni Berezkine (2017-)
- Maksim Bordachev (2009-2013)
- Sergey Chernik (2014-2016, 2019)
- Stanislav Dragun (2017-)
- Egor Filipenko (2006-2007, 2011-2014, 2018-)
- Aliaksandr Karnitsky (2014-2016)
- Aleksandr Kobets (en) (2001-2006)
- Ievgueni Lochankov (en) (1997-2004)
- Guennadi Mardas (en) (2000-2004)
- Dmitri Molosh (2001-2006)
- Vladimir Nevinski (en) (1997-2002)
- Pavel Nekhaychik (2007-2011, 2013-2014, 2020-)
- Edgar Olekhnovich (2010-2016)
- Aleksandr Pavlov (2009-2014)
- Denis Poliakov (2012-2018)
- Artiom Radkov (en) (2003-2007, 2009-2013)
- Alekseï Rios (2015-2019)
- Denis Scherbitski (2016-)
- Nikolay Signevich (2013-2019)
- Igor Shitov (2009-2011)
- Sergueï Sosnovski (2008-2010)
- Zakhar Volkov (2018-)
- Aleksandr Volodko (2008-2018, 2020-)
- Maksim Volodko (2009-2018)
- Ievgueni Yablonski (2014-)
- Aleksandr Yurevich (2008-2014)
- Maksim Zhavnerchik (2005-2008, 2015-2017)
- Mirko Ivanić (en) (2016-2018)
- Anri Khagush (2006-2009, 2014)
- Aleksandar Filipović (2018-)
- Nemanja Milunović (en) (2015-2018)
- Filip Mladenović (2014-2016)

## Infrastructures
Le BATE Borisov a joué au Stade Gorodskoï, d'une capacité de 5 402 places, jusqu'au printemps 2014. Depuis cette date, le club évolue à la Borisov Arena (13 126 places).

## Historique du logo
La galerie suivante liste les différents logos connus du club au cours de son existence.

1996-2001
2002-2008
2009-2013
2014-2018
2019
depuis 2020